# Philip Pickett
Philip Pickett (nacido el 19 de noviembre de 1950) es un músico inglés. Pickett fue director de algunos de los primeros ensambles musicales incluyendo el New London Consort, y enseñó en la escuela Guildhall School of Music and Drama. En febrero de 2015, Pickett fue sentenciado a 11 años de prisión por haber violado a pupilos en la escuela.

## Primeros años
Philip nació en Londres, pero fue criado en Gloucestershire, comenzó a tocar la trompeta mientras estudiaba en Marling School, Stroud. Ahí conoció a Antony Baines y David Munrow, quienes lo convencieron de tocar otros instrumentos de viento como la chirimía y el rackett. Posteriormente, estudió en la escuela Guildhall School of Music and Drama. Pickett se vio forzado a dejar la trompeta después de ser golpeado en la boca como consecuencia de un asalto en el metro de Londres al final de su primer año.

## Carrera
Pickett tocó para la Academy of St Martin in the Fields, el English Concert, la orquesta English Chamber y la London Mozart Players. En 1976 se unió a la banda Albion, una banda de folk-rock liderada por Ashley Hutchings en la cual también estaba John Sothcott. Ellos tocaban una mezcla de música folk tradicional y tonos medievales con una gran variedad de instrumentos como la chirimía, bagpipes, rackets, chalumeaux, entre otros. En 1988 Pickett sacó su único álbum como solista, El Alquimista. Una colaboración con Richard Thompson y miembros de la Convención de Fairport en 1998 resultó en el lanzamiento de The Bones of All Men, un álbum consistente en tonos musicales primitivos con una sección de rock moderno y un solo de guitarra eléctrica. 
En 1993 se convirtió en el director artístico de la serie Purcell Room Early Music, y ese mismo año fue nombrado director de música temprana en el teatro Shakespeare's Globe Theatre. Los músicos del ensamble Globe estaban especializados en música inglés de los siglos XVI y XVIII. Pickett lideró simultáneamente el New London Consort, el cual contaba con un repertorio más amplio cubriendo música inglesa, española, italiana, alemana medieval y renacentista. De 1994 a 1997 fue fundador y director del Festival de Música Joven de Alderburgh.  
En 2014, participó en el Festival Internacional Cervantino celebrado en Guanajuato, México, donde presentó algunas piezas musicales.
De 1972 a 1997, Pickett enseñó por cuenta propia, principalmente en la escuela Guildhall School of Music and Drama en Londres. Su tiempo en Guildhall fue criticado después de su arresto en 2013.

## Abuso sexual
Después de las revelaciones que tuvieron lugar en 2012 y 2013 sobre el escándalo del abuso sexual de Jimmy Savile, un exalumno fue referido por la Policía de Suffolk al equipo especialista de investigación del City of London Police. La mujer, que tenía 16 años en 1978, testificó más tarde que durante una clase Pickett le dijo que se quitara la blusa y se recostara en un cuarto oscuro para "mejorar su respiración". Asimismo, declaró que en otras ocasiones la atacó sexualmente y la violó. La policía arrestó a Pickett el 4 de diciembre de 2013. Después otras víctimas hablaron. En su juicio se dijo que las alegaciones contra Pickett se remontaban hasta 1984, cuando una familia presentó una queja en la escuela diciendo que Pickett había atacado a su hija de 17 años. La escuela les respondió que su hija debería estudiar en otro centro. La policía descubrió evidencia en los archivos de la escuela de que en 1984 el entonces director John Hosier había escrito a Pickett pidiéndole que discutiera las alegaciones. Hosier brindó a la policía su carta expresando sus frustraciones, pero al año siguiente año la escuela volvió a contratar a Pickett.
El 10 de febrero de 2015, Pickett fue declarado culpable de dos violaciones y dos asaltos indecentes llevados a cabo en habitaciones insonorizadas en la escuela Guildhall entre 1979 y 1983. Después de su condena, el equipo de defensa de Pickett trató de retrasar la sentencia para acomodar la agenda de Pickett e incluir la participación de tres festivales musicales. El juez Charles Wide sentenció a Pickett el 20 de febrero de 2015 a un total de 11 años de cárcel, y ordenó archivar otras dos acusaciones, relacionadas con las alegaciones previas, presentadas por dos mujeres durante la década de los 70.

## Discografía

### Con la banda Albion
Álbumes
- Dancing Days Are Here Again (2007, grabado en 1976)
- The Prospect Before Us (1977)
- Rise up Like The Sun (1978)
- The BBC Sessions (1998, grabado en 1973–1978)
- Stella Maris (1987)

Sencillos
- "Hopping Down in Kent"/"Merry Sherwood Rangers" (1976)
- "The Postman's Knock"/"La Sexte Estampie Real" (1977)
- "Poor Old Horse"/"Ragged Heroes" (1978)
- "Pain and Paradise"/"Lay Me Low" (1979)

### Con el New London Consort
- Elizabeth and Jacobean Concert
- Music from the Time of Columbus
- Ars Subtilior
- Llibre Vermell
- Biber and Schmelzer Trumpet Music
- Biber Requiem
- O Primavera
- Trionfi
- Las Ensaladas
- Mad Songs
- The Songs of Oswald von Wolkenstein
- Telemann Concertos
- Pilgrimage to Santiago
- Monteverdi Vespers (1610)
- L'Orfeo
- Carmina Burana, Vols. 1–4
- Sinners and Saints, una compilación de grabaciones anteriores
- Bach: Brandenburg Concerti (completos)
- The Feast of Fools
- Praetorius: Dances from Terpsichore
- Vivaldi: Gloria RV 588 and Dixit Dominus RV 595
- The Sylvan and Oceanic Delights of Posilipo
- Tielman Susato, Dansereye 1551
- John Blow: Venus & Adonis, A Masque for the entertainment of the King

### Con los Músicos del Globe
- Music From Shakespeare's Plays
- Ben Jonson's 'The Masque Of Oberon'
- A Shakespeare Ode On The Witches and Fairies
- Purcell's Shakespeare
- The Enchanted Island
- Nutmegs and Ginger
- Sir Henry Rowley Bishop: Songs for Shakespeare productions at Covent Garden

### Solos
- The Alchemist (1988) (London NL 425 209-2)
- The Alchemist (1998)

### Con Richard Thompson
- The Bones of All Men (1998)